# Église Saint-Michel-et-Saint-Gabriel de Kondželj
Pour les articles homonymes, voir Église Saint-Michel-et-Saint-Gabriel.
L'église Saint-Michel-et-Saint-Gabriel de Kondželj (en serbe cyrillique : Црква Светог Арханђела Михаила и Гаврила у Конџељу ; en serbe latin : Crkva Svetog Arhanđela Mihaila i Gavrila u Kondželju) est une église orthodoxe serbe serbe située à Kondželj, dans le district de Toplica et dans la municipalité de Prokuplje en Serbie. Elle est inscrite sur la liste des monuments culturels protégés de la république de Serbie (no SK 312),.

## Présentation
L'église se trouve sur un plateau à proximité du village de Kondželj. Elle a été construite entre 1893 et 1899, sur les fondations d'une église remontant au XIIIe ou au XIVe siècle. Selon la tradition, cette première église aurait été fondée par le héros Milan Toplica, mort au cours de la bataille de Kosovo Polje en 1389. Elle est familièrement surnommée la « Gračanica de la Toplica », en raison d'une certaine ressemblance avec le monastère de Gračanica fondé par le roi Stefan Milutin.
L'église s'inscrit dans un plan tréflé ; elle est constituée d'une nef unique prolongée par trois absides. Dans sa partie centrale, elle est surmontée d'une grande coupole entourée de quatre dômes plus petits. À l'ouest, au-dessus du narthex s'élève un haut clocher qui sert aussi de vestibule.

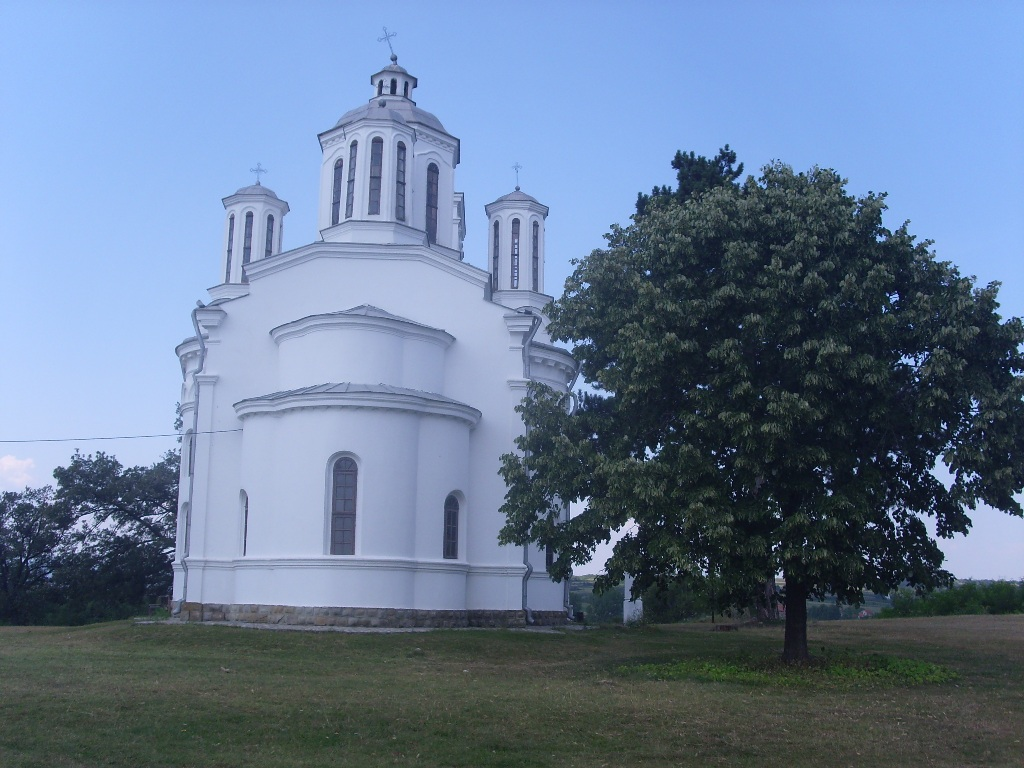
Le chevet de l'église

L'église abrite des fresques et une iconostase peintes par des maîtres de l'atelier d'Avram Dičov. L'édifice a été orné de nouvelles fresques en 2000, réalisées par Dobrica Kostić et Branka Aćimović-Grčić de Belgrade. Près de l'église, un konak a été construit entre 1992 et 1999 ; par son architecture, la maison paroissiale rappelle le konak de la princesse Ljubica à Belgrade.